# MD97LC
O MD97LC significa Modelo 97 Leve e Curto, este fuzil é mais semelhante ao PARAFAL do que com o FAL, por seu menor peso e cano mais curto do que o MD97L.
Ele seria ideal para os paraquedistas e forças especiais tanto das forças armadas quanto da polícia Militar e Polícia Civil.